# Seyfo Soley
Seyfo Soley (* 16. Februar 1980 in Lamin) ist ein gambischer Fußballspieler. Er ist derzeit (2007) vereinslos und spielt in der gambischen Nationalmannschaft.
Soley spielte in seiner jungen Karriere schon in einigen wichtigen internationalen Turnieren, wie zum Beispiel der UEFA Champions League (vier Spiele, 2002/2003 mit KRC Genk), dem UEFA-Pokal (zwei Spiele, 2005/2006 mit KRC Genk) und dem UI-Cup (ein Spiel, 2004/2005 mit KRC Genk). Zudem bestritt er 20 Nationalmannschaftsspiele. Soley wurde in der Saison 2003/2004 für ein halbes Jahr nach Al Hilal (Saudi-Arabien) ausgeliehen und kehrte zur Saison 2004/2005 nach Genk zurück. Im Januar 2007 wechselte er von Genk nach Preston North End, das er zur Saison 2007/08 wieder verließ.
| Personendaten    | Personendaten                    |
| ---------------- | -------------------------------- |
| NAME             | Soley, Seyfo                     |
| KURZBESCHREIBUNG | gambischer Fußballspieler        |
| GEBURTSDATUM     | 16. Februar 1980                 |
| GEBURTSORT       | Lamin, West Coast Region, Gambia |